# Застава Малте
Застава Малте је вертикална двобојка једнаке величине поља, са белом бојом ка јарболу. Та двобојност присутна је и на грбу Малте. Традиционално се сматра да ове боје заставе потичу од грофа Рожеа I од Сицилије из 1091. године, али је ово само легенда која се развила током времена. 
У горњем јарболном кантону налази се крст св. Ђорђа, уоквирен црвено. Овај орден додељен је Малти за изузетну храброст током Другог светског рата. Оваква застава усвојена је по независности Малте 21. септембра 1964. године. По томе што на застави има орден друге државе малтешка застава је јединствена у свету.
Цивилна застава је потпуно другачија: састоји се из црвеног поља са белим обрубом на коме се налази Малтешки крст.